# Olimni
Olimni (Olymnius,  ̓Ολύμνιος) fou un metge grec d'Alexandria a Egipte. No se sap en quina època va viure ni cap fet de la seva vida, i només és esmentat com a autor d'un llibre sobre "dies crítics" que es troba a la biblioteca reial de París (Cramer, Anecd. Graeca Paris. vol. i. p. 394.)